# Cucina europea

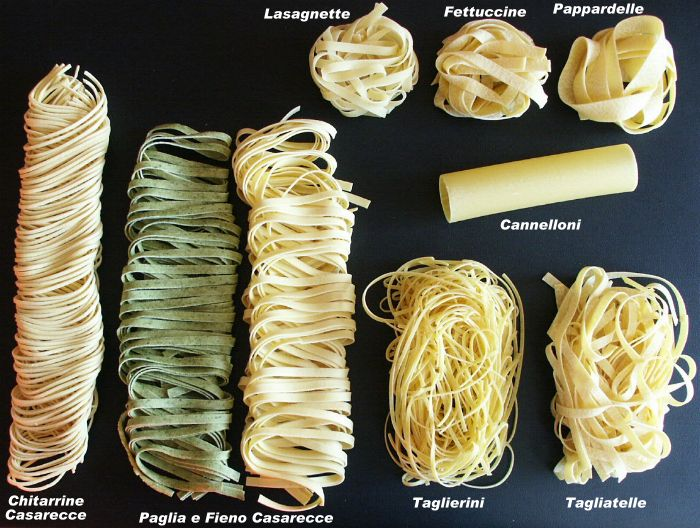
Diversi formati di pasta italiana.

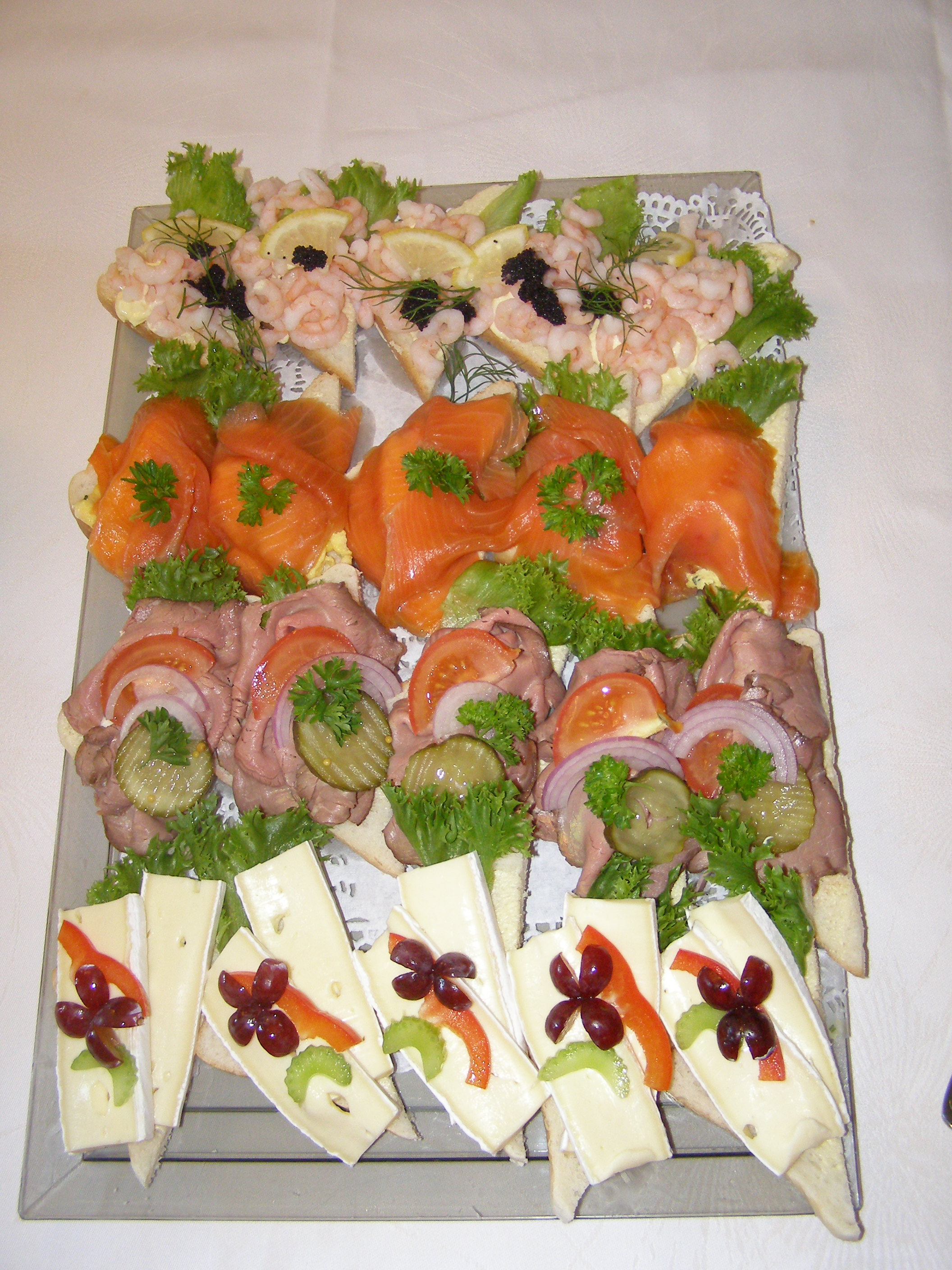
Smørbrød norvegese.

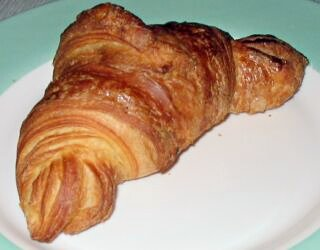
Croissant, dolce da colazione francese.

Cucina europea, o anche cucina occidentale è un termine che si riferisce alle cucine dei paesi europei e a quella di altri paesi del mondo occidentale. Essa comprende dunque quella dei paesi dell'intera Europa, quella russa oltre che quella praticata dagli europei trapiantati in Nord America, Australasia, Oceania e America Latina. Il termine viene usato dagli asiatici per differenziarla dalla cucina del loro continente. Altrettanto vale per gli europei che parlano di cucina asiatica per additare la cucina praticata nei paesi dell'intera Asia.
Le cucine occidentali sono anche molto diverse fra loro, anche se accomunate da alcune caratteristiche che le fanno associare in un'unica classificazione continentale. Confrontata con la cucina tradizionale asiatica, vi è una maggiore presenza di carni, anche relativamente alla dimensione dei pezzi di carne serviti, e nel modo di cuocerle, assai più vario che nella cucina asiatica. La bistecca, in particolare, è un piatto comune nella cucina occidentale. Per quanto attiene ai condimenti, in maniera similare alla cucina asiatica, si fa un largo uso di salse e spezie, in particolar modo per insaporire i pezzi di carne piuttosto spessi, a causa della difficoltà a far penetrare in profondità gli aromi utilizzati. Vengono anche utilizzati diversi prodotti derivati dal latte, come il burro e la panna, ad eccezione che nella nouvelle cuisine e nella cucina mediterranea nelle quali si dà maggior risalto all'olio d'oliva extra vergine.. Il pane, preparato con la farina di frumento, è stato la maggior fonte di carboidrati in questa cucina, assieme alla pasta, a varie tipologie di frittelle e ai dolci, anche se le patate hanno assunto la loro importanza nella dieta degli europei dopo la loro importazione a seguito della colonizzazione europea delle Americhe.
In passato, i piatti europei presenti nei ristoranti in Asia erano fondamentalmente provenienti dalle cucine di Francia, Gran Bretagna e Germania. A partire dai primi anni novanta, anche piatti della cucina italiana e spagnola hanno conquistato il loro spazio in questi ristoranti.

## Cucine dell'Europa centrale
- Cucina austriaca
- Cucina ceca
- Cucina tedesca
- Cucina ungherese
- Cucina polacca
- Cucina rumena
- Cucina slovacca
- Cucina svizzera
  -  Cucina ticinese

## Cucine dell'Europa dell'est

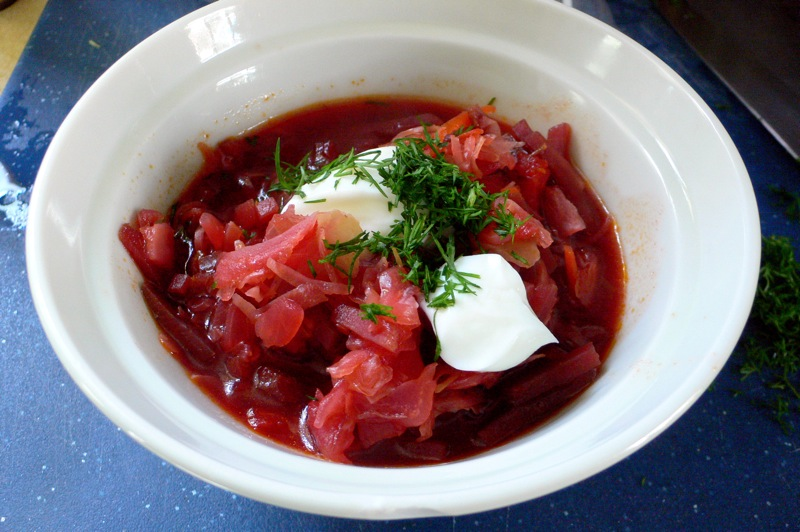
Borscht, un piatto tipico della cucina russa e dei paesi dell'est europeo.

- Cucina armena
- Cucina azera
- Cucina bielorussa
- Cucina bulgara
- Cucina georgiana
- Cucina ebraica
- Cucina lituana
- Cucina moldava
- Cucina russa
- Cucina tartara
- Cucina ucraina

## Cucine del nord Europa
- Cucina danese
- Cucina estone
- Cucina finlandese
- Cucina islandese
- Cucina lappone
- Cucina lettone
- Cucina lituana
- Cucina norvegese
- Cucina svedese

## Cucine del sud Europa

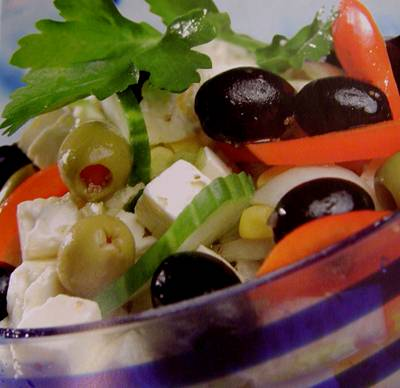
Tipica insalata greca.

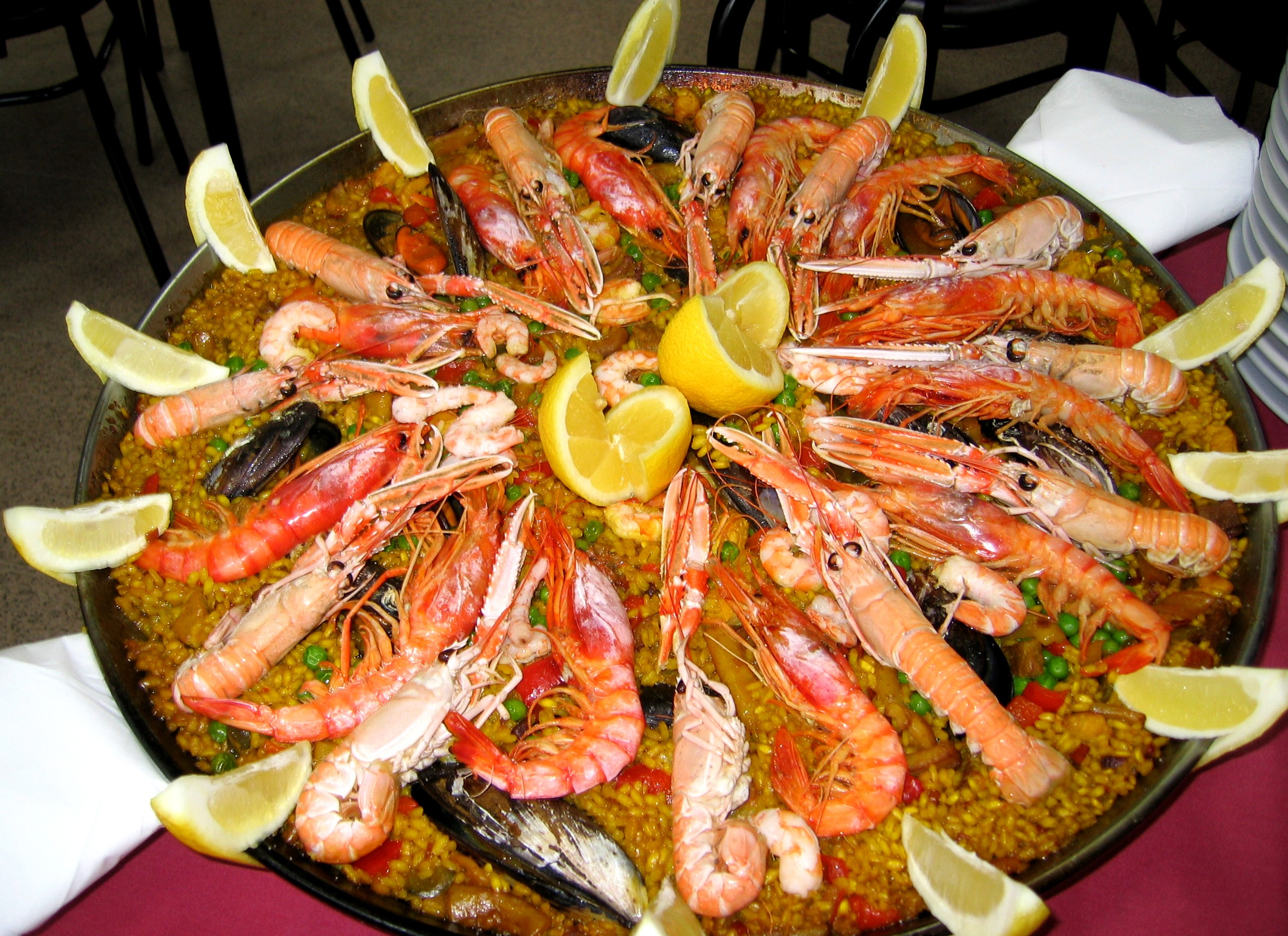
Paella spagnola.

- Cucina albanese
- Cucina bosniaca
- Cucina croata
- Cucina cipriota
- Cucina di Gibilterra
- Cucina greca
- Cucina italiana
  -  Cucina abruzzese
  -  Cucina calabrese
  -  Cucina campana
  -  Cucina emiliana
    - Cucina parmigiana
    - Cucina piacentina

  -  Cucina del Friuli-Venezia Giulia
    - Cucina friulana
    - Cucina goriziana
    - Cucina triestina

  -  Cucina laziale
    - Cucina romana

  -  Cucina ligure
  -  Cucina lombarda
    - Cucina comasca
    - Cucina lodigiana
    - Cucina mantovana
    - Cucina milanese

  -  Cucina lucana
  -  Cucina marchigiana
  -  Cucina molisana
  -  Cucina piemontese
  - Cucina pugliese
    - Cucina salentina
    - Cucina cerignolana

  -  Cucina romagnola
  -  Cucina sarda
  -  Cucina siciliana
  -  Cucina toscana
  -  Cucina umbra
  -  Cucina valdostana
  -  Cucina veneta
  -  Cucina altoatesina
- Cucina macedone
- Cucina maltese
- Cucina montenegrina
- Cucina portoghese
- Cucina serba
- Cucina slovena
- Cucina spagnola
  -  Cucina andalusa
  -  Cucina delle Asturie
  -  Cucina aragonese
  -  Cucina delle isole Baleari
  -  Cucina basca
  -  Cucina delle isole Canarie
  -  Cucina cantabrica
  -  Cucina castigliana
  -  Cucina catalana
  -  Cucina dell'Estremadura
  -  Cucina galiziana
  -  Cucina valenciana
- Cucina turca

## Cucine dell'Europa occidentale

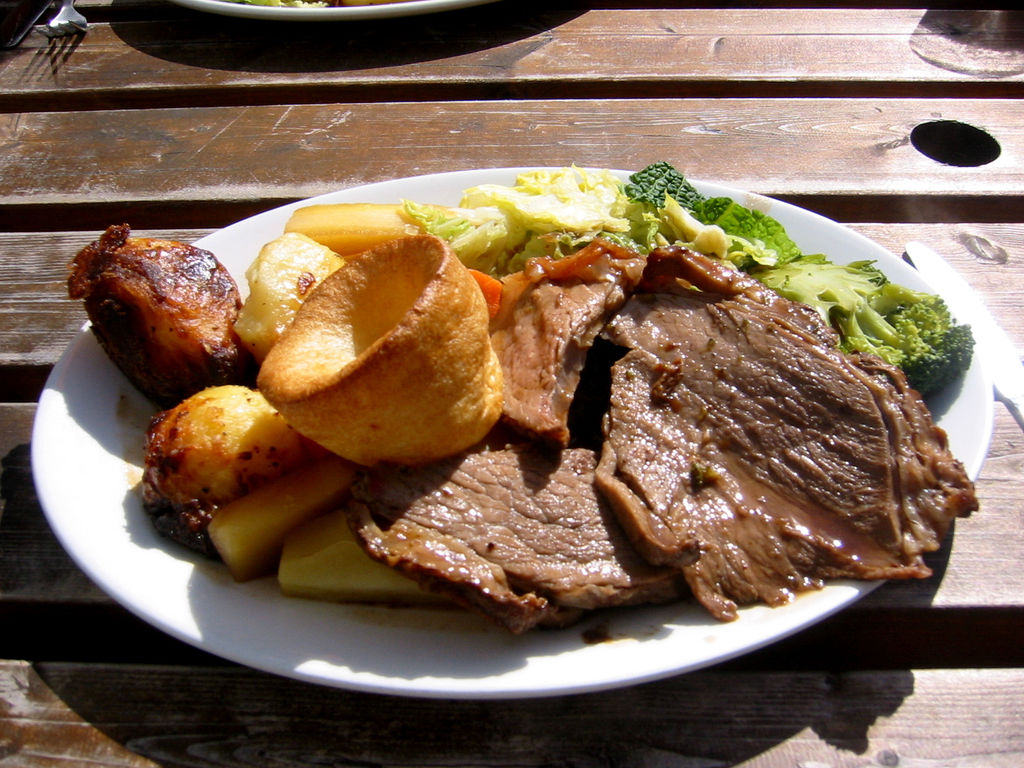
Un Sunday roast inglese.

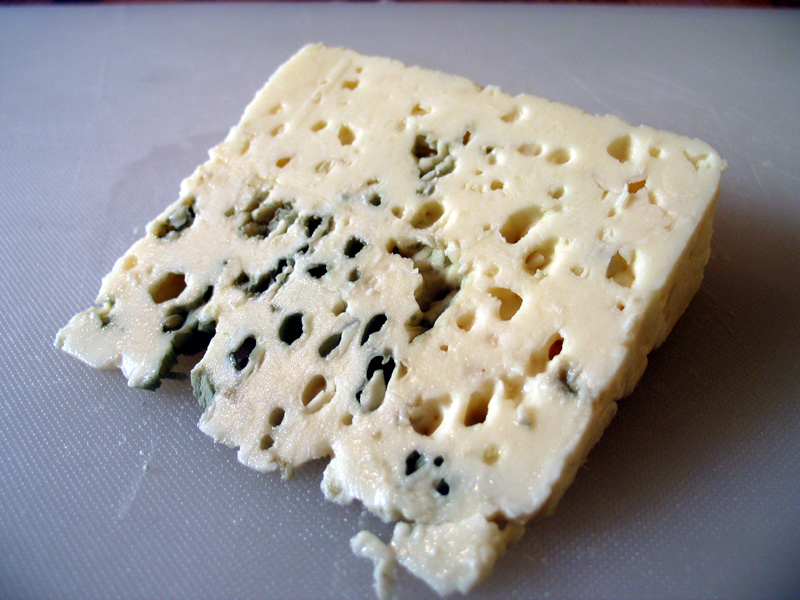
Una fetta di Roquefort, tipico formaggio francese

- Cucina belga
- Cucina britannica
  -  Cucina inglese
  -  Cucina scozzese
  -  Cucina gallese
  -  Cucina anglo-indiana
- Cucina olandese
- Cucina francese
- Cucina irlandese
- Cucina lussemburghese